# Floréal (Watermaal-Bosvoorde)
Floréal is een tuinwijk in de Brusselse gemeente Watermaal-Bosvoorde in België. De wijk Le Logis ligt ten zuiden van Floréal en is in dezelfde stijl opgetrokken. Wel verschilt het kleurgebruik, terwijl men in Le Logis voornamelijk twee kleuren groen voor het schilderwerk heeft, heeft Floréal geel en groen voor het schilderwerk. De twee wijken worden van elkaar gescheiden door de Aartshertogenlaan.
Het beschermde deel van de wijk wordt in het noorden begrensd door de Lammerendrieslaan en Aronskelkenlaan, ten zuiden door de Aartshertogenlaan en in het westen ten westen van de huizen aan de Kerstrozenstraat.

## Geschiedenis
Na de Eerste Wereldoorlog heerste er een huizentekort en om dat tekort aan te pakken werd de Maatschappij voor Goedkope Woningen (NMGW) opgericht om ondersteuning te bieden aan lokale woningbouwverenigingen. Deze ondersteuning bestond uit goedkope bouwmaterialen en leningen. In 1921 werd de woningbouwcoöperatie Floréal opgericht door de typografen van de Waalse krant Le Peuple. Door de coöperaties Le Logis en Floréal werden de architecten Jean-Jules Eggericx en Louis Van der Swaelmen gevraagd om de beide wijken te ontwerpen. Eggericx had tijdens de Eerste Wereldoorlog in Engeland tuinsteden zien opkomen en wilde deze ideeën ook in België toepassen. 
Tussen 1921 en 1930 werd de wijk Floréal gebouwd.
Sinds 2001 wordt de wijk als monument beschermd.
In 2019 werden de beschermde woningen gerestaureerd.

## Architectuur
De wijk bestaat uit op cottages geïnspireerde huizen in een groen landschap. Uitzonderingen hierop zijn een appartementencomplex Fer à cheval met woontoren aan de Aartshertogenlaan en het appartementencomplex aan de Aartshertogensquare.

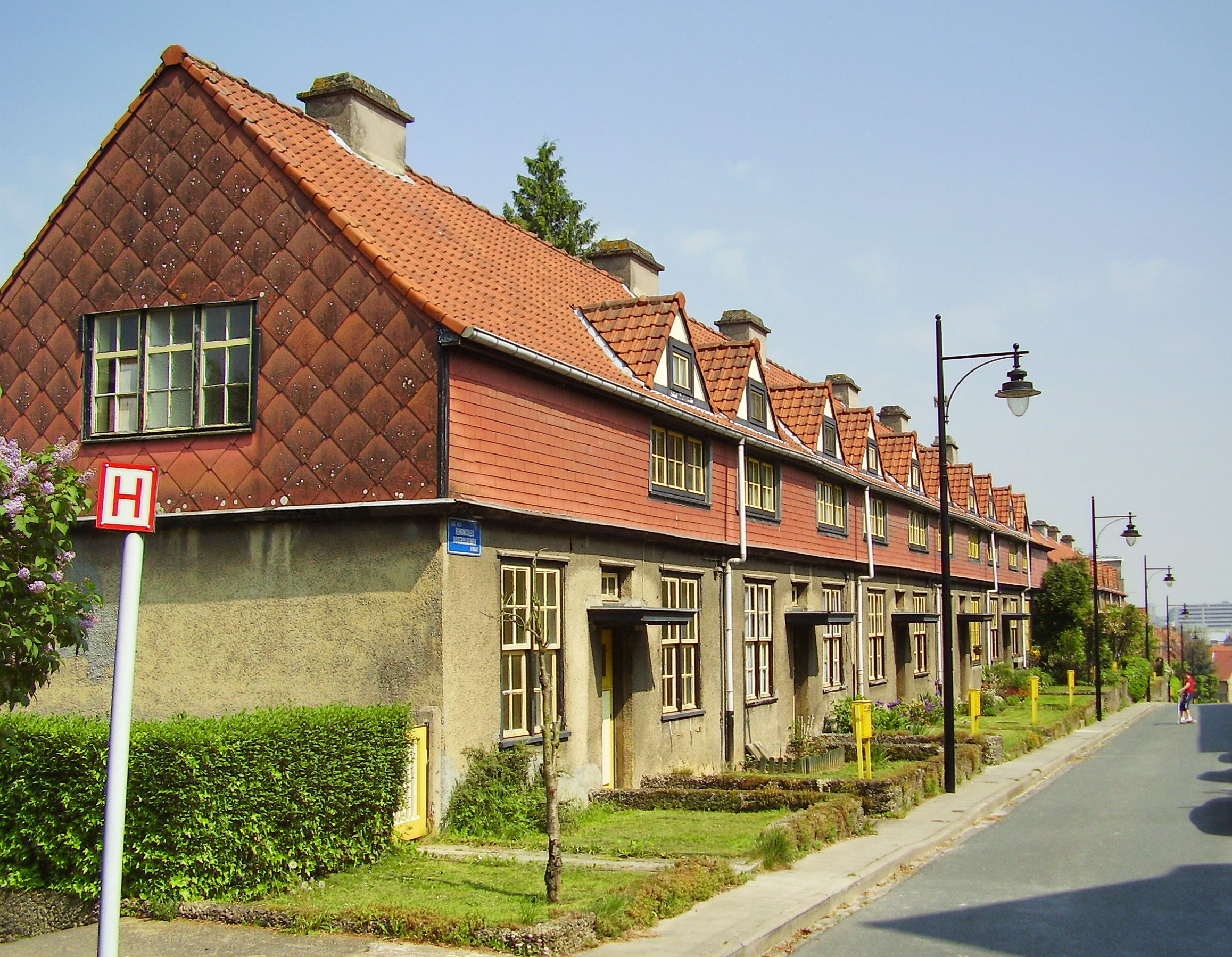
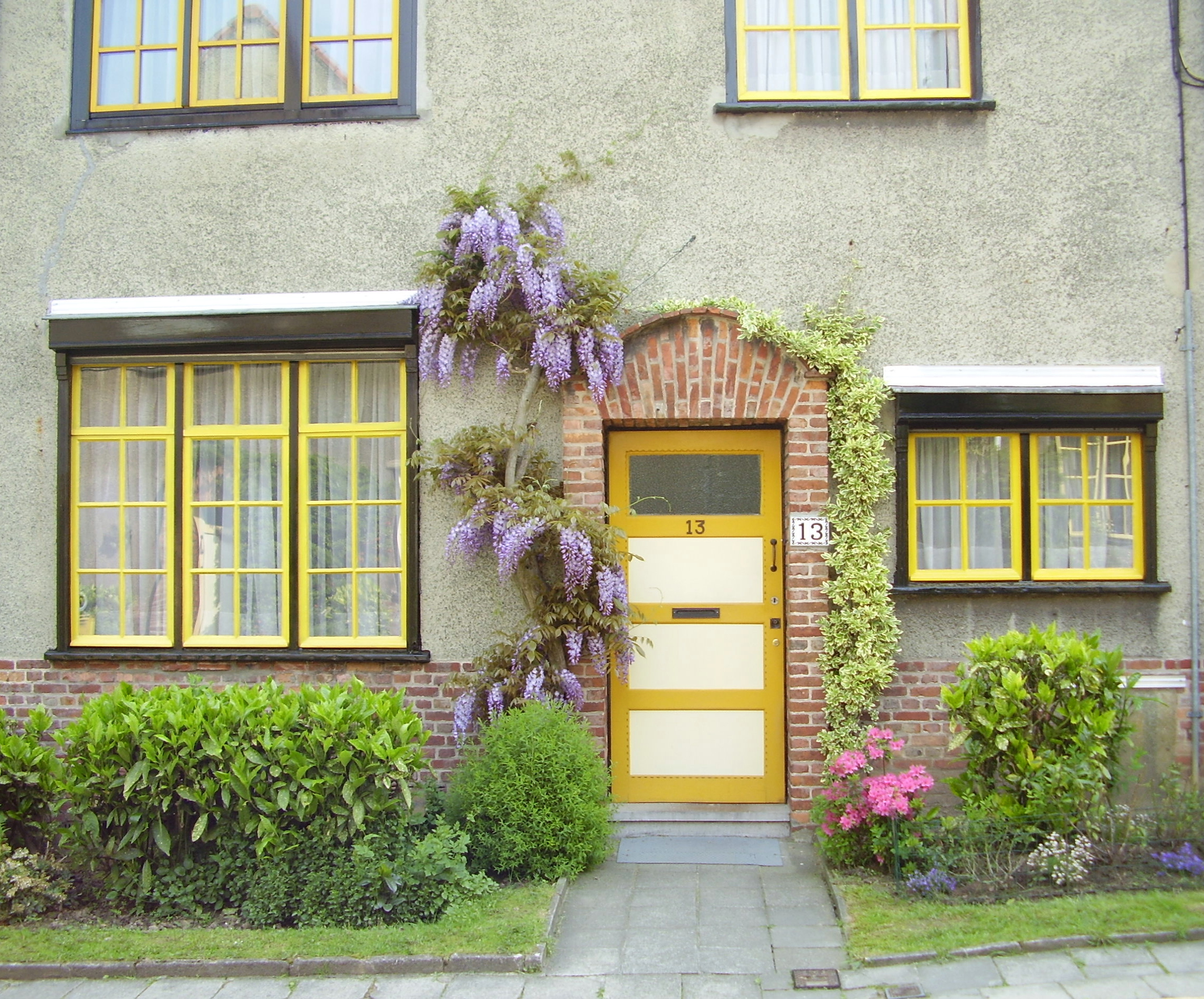
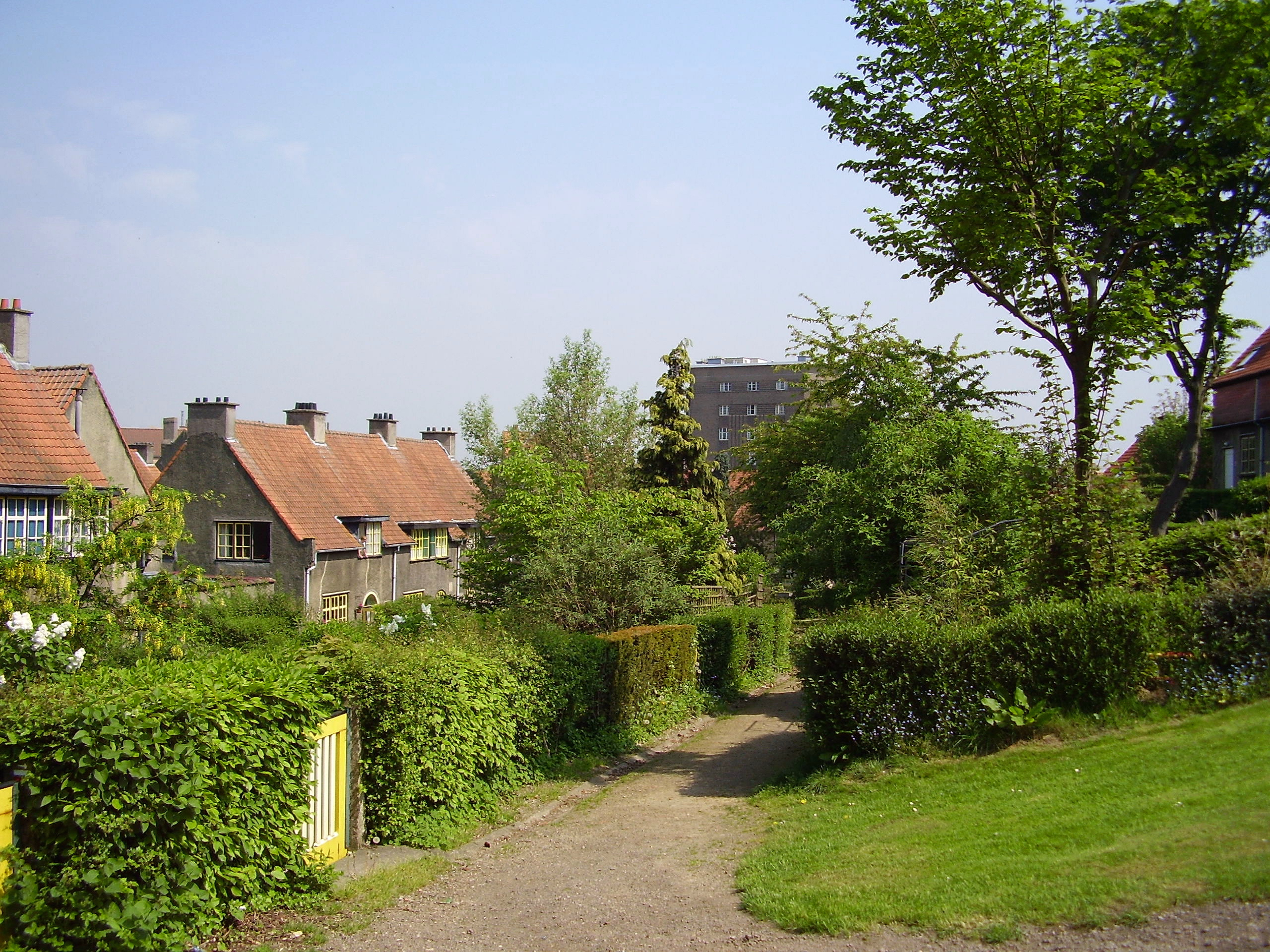
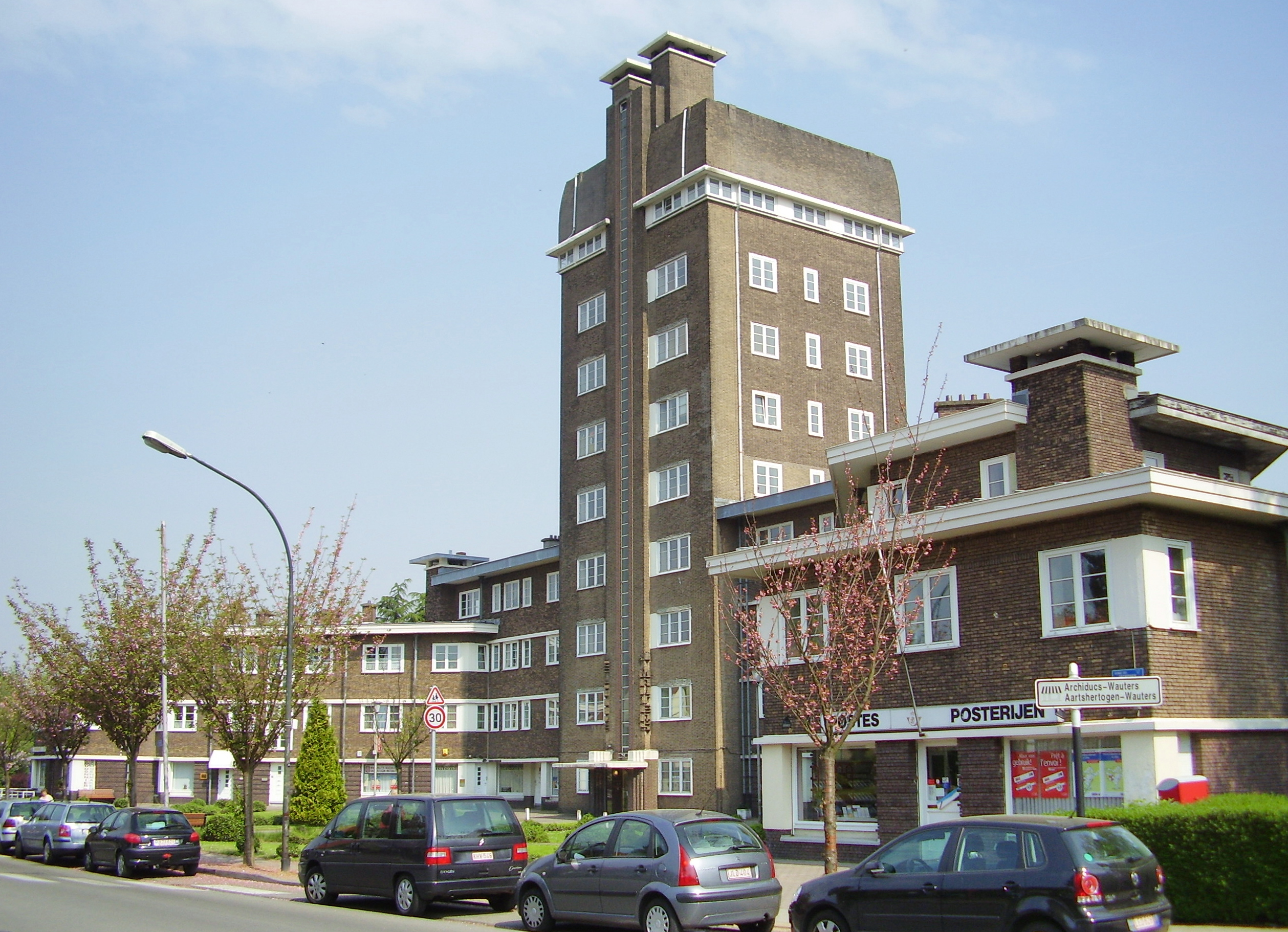
Appartementsgebouw ‘Fer à cheval’